# Необароко
Необароко (від грец. neos — «новий» бароко) — один із неостилів, що склався в європейському мистецтві XIX ст.

## Загальна характеристика

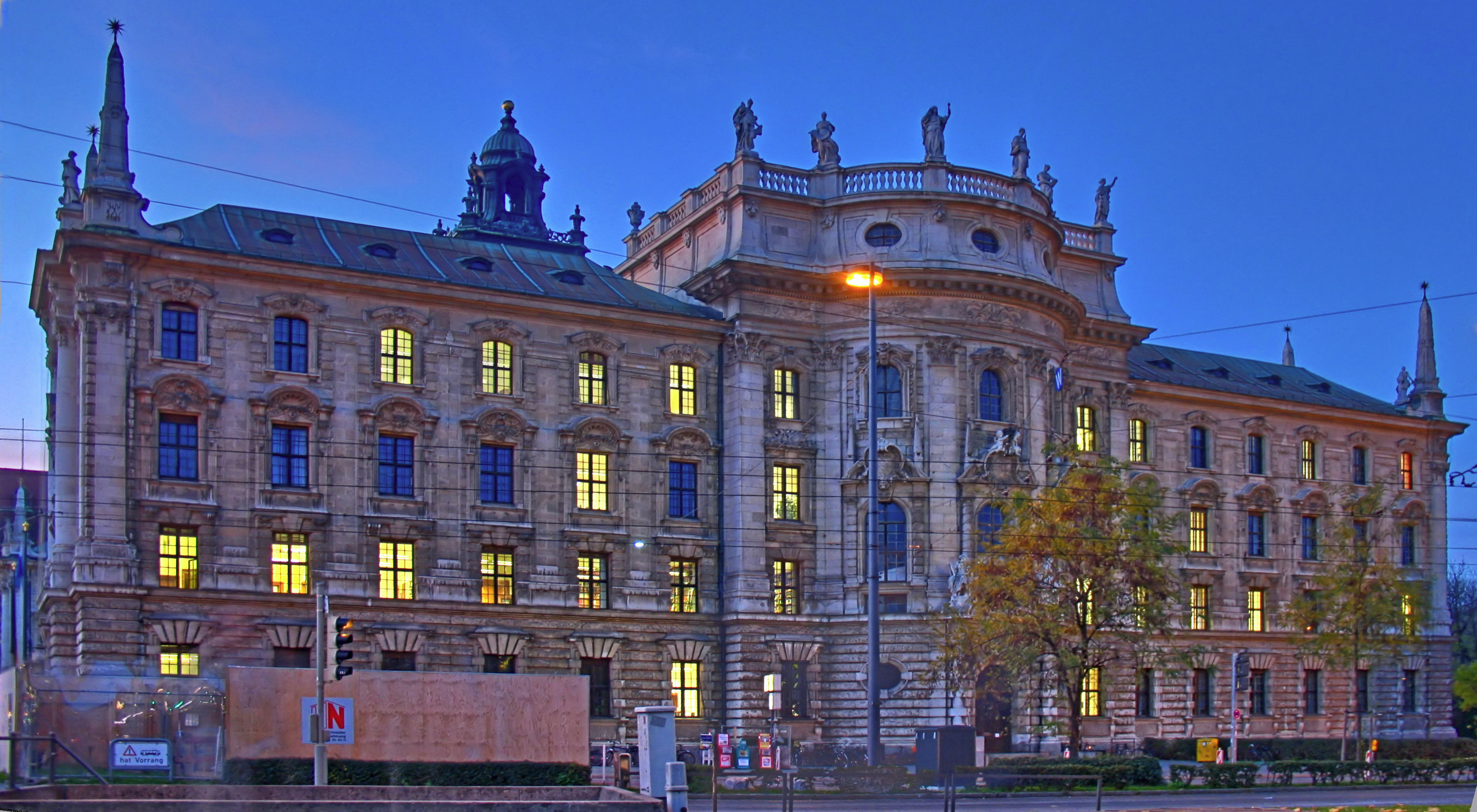
Мюнхен. Необароковий Палац юстиції.

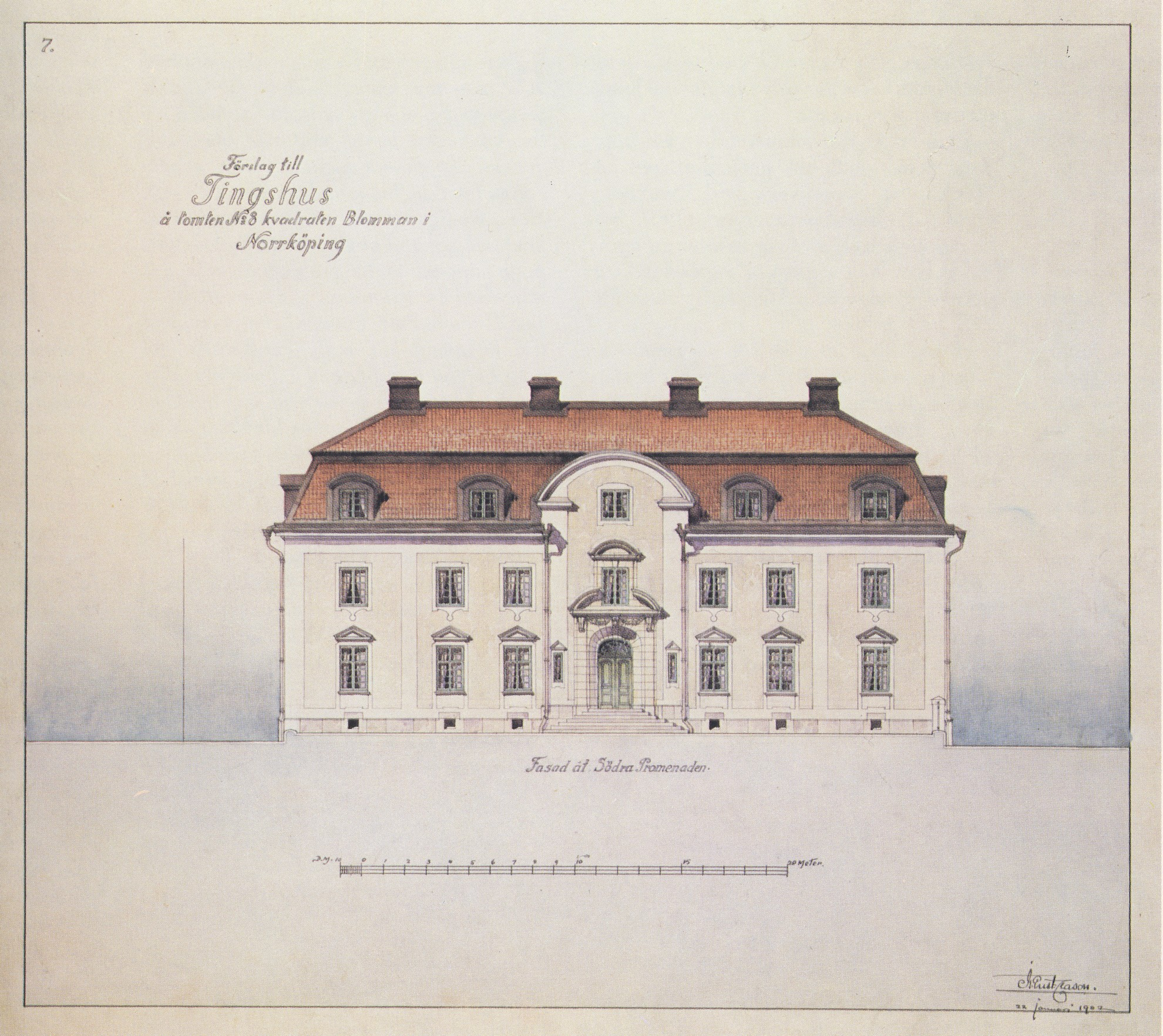
арх. Ісак Густав Класон, Швеція. Фасад у стилі необароко, 1902 р.

Як стилістичний напрям мав відносно невеликий термін існування. Мав кілька фаз розвитку і різні регіональні варіанти.
У порівнянні з іншими неостилями XIX ст. (див. також Історизм) стиль необароко відбився в архітектурній практиці менш визначено і, як правило, поєднувався з елементами неорококо і неоренесансу. Це пояснюється насамперед тим, що оригінальний стиль бароко в мистецтві Італії склався наприкінці XVI-на початку XVII ст. на основі переробки елементів архітектури періоду Високого Відродження початку XVI ст. В інших країнах, наприклад у Німеччині XVIII ст., стиль бароко запозичив дещо від пізньої готики, власного варіанту маньєризму і з'єднувався з елементами рококо (див. німецьке бароко). Роз'єднані і потрощені князівства Німеччини в XVII ст. після Тридцятирічної війни важко відновлювали власну економіку і лише засвоювали стилістику, вже вироблену і поширену в Італії, у Франції, Швеції та в Республіці Обидвох Націй (Речі Посполитій). З деяким запізненням отримало розвиток і бароко Австро-Угорщини, на зразки якого найбільше орієнтувались майстри німецьких князівств.
Тому в XIX ст. необароко (в архітектурі та в інтер'єрах), орієнтоване на різні історичні прототипи, придбало еклектичний характер.

## Термінологія
У XIX ст. термін необароко використовували неоднозначно. До необароко іноді відносили творчість живописців-романтиків першої половини XIX ст. Ж.-А. Гро, Теодора Жеріко, Ежена Делакруа за формальними ознаками динамізму композицій, однаково притаманних і бароко Італії і Фландрії, і романтизму французького зразка. При цьому ігнорували ідеологічне навантаження обох стилів, до того ж французьке бароко мало короткий термін існування і офіційно не підтримувалось королівською владою Франції.
До необароко помилково відносили навіть англійського пейзажиста Джона Констебла, хоча в Британії негативно ставились до бароко як до мистецтва католицьких країн. Адже відомо, що Британія відсахнулася від католицизму ще в XVI ст. і стала протестантською державою.

## Еклектичне необароко Франції XIX ст

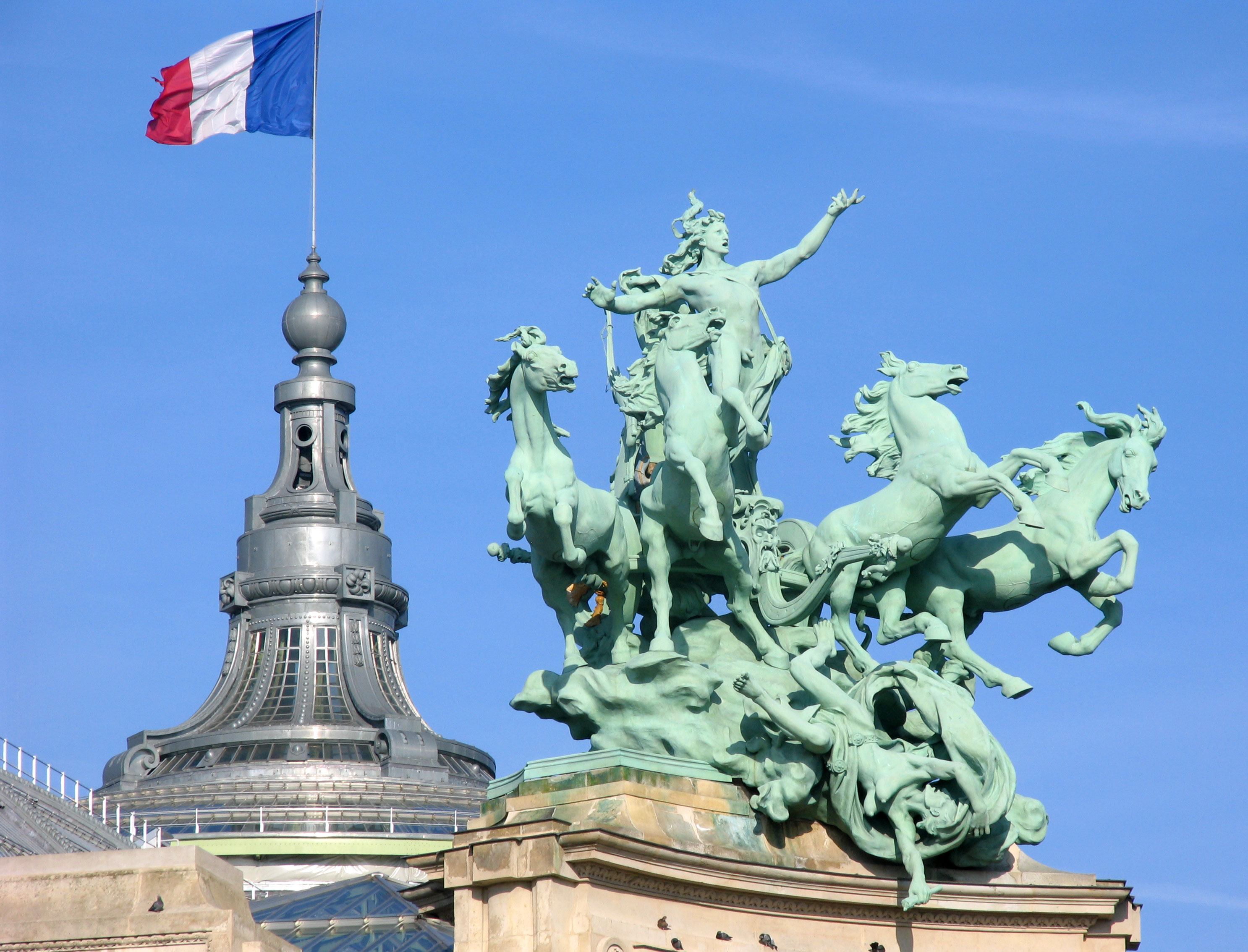
Жорж Рециро. Скульптурна група «Гармонія перемагає Розбрат», 1900 р.,Великий палац, Париж.

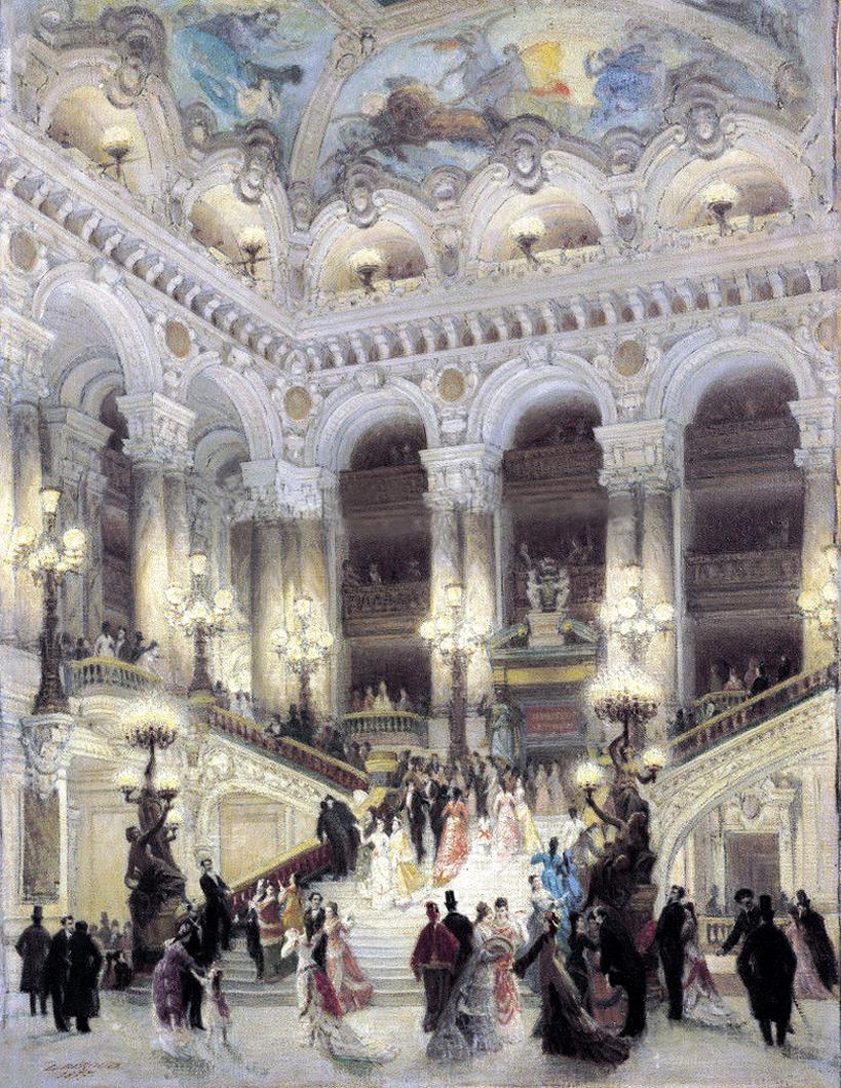
Фоє Паризької опери, відкритої 1875 р.

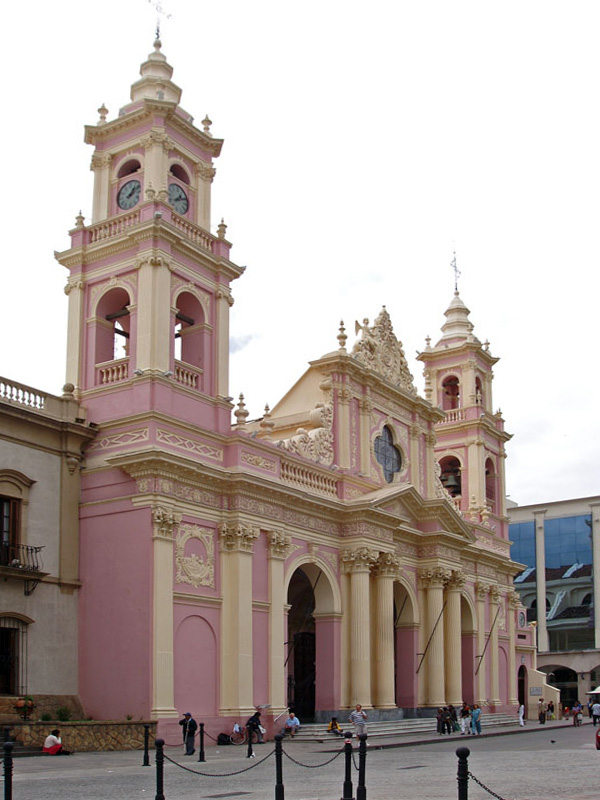
Кафедральний собор у Сальті, Аргентина.

У перелік необарокових митців потрапили і барбізонці, що абсолютно необґрунтовано з позицій мистецтвознавчої науки XX ст. Романтичні тенденції, що виявилися в експресії та динаміці композиції, і якості барокового художнього стилю XVII—XVIII століть — не одне і те ж. Англійський архітектор Томас Хопер (1776—1856) в 1827—1846 рр. створював інтер'єри замку Пенрін-Кастл в Північному Веллсі, серед них — «норманську вітальню», стиль якої називали «бароковим», хоча за суттю він демонстрував відродження характерних рис середньовічної романської архітектури (див. неонорманський стиль). У 1852—1868 рр. французький архітектор Е.-М. Лефюель створив нові інтер'єри палацу Лувр для імператора Наполеона III, які нині визнають необароковими.
Будівлю Великої опери в Парижі, побудовану архітектором Шарлем Ґарньє в 1860—1875 рр., відрізняє еклектичне поєднання елементів архітектури італійського Відродження, бароко, що особливо помітно в інтер'єрах (див. другий Ампір, або «стиль Другої Імперії»). На Єлисейських полях у Парижі в період Другого Ампіру будували розкішні готелі (приватні особняки заможних дворян та нових багатіїв). Серед них збереглися інтер'єри Готелю Пальва (La Palva, будинок № 25), особняка, створеного для маркізи де Пальва в 1850-х рр. за проектом Ш. Гарньє. За основу архітектор взяв стиль венеціанських палаццо XVI—XVII ст., посиливши барокові елементи. Інтер'єри Готелю Пальва вражають великою кількістю скульптури, рельєфів, різнокольорового мармуру, бронзи, дзеркал. Цей стиль відносять і до Другого ампіру, і до необароко, і до неоренесансу. Примітно, що сам Ш. Гарньє не давав їм такого визначення, а гордовито називав себе еклектиком (грец. eklektikos — «вибирає»), який цінує різні стилі, прекрасні як такі, не надаючи переваги жодному.
У 1860—1880 рр. необарокові тенденції в архітектурі періоду історизму виявлялися яскравіше, від чого виникла назва друге бароко, яке частіше застосовують до пам'яток саме цього періоду. Церква Святої Трійці в Парижі, зведена Т. Баллю в 1860—1863 рр., поєднує елементи неоготики і «неоренесансу», але прийоми роскреповок, що додають скульптурності фасаду і характерна вежа, дозволяють віднести її до стилю «другого бароко» (мал. 133). Інший приклад необароко — замок Ліндергоф (нім. Linderhof — «Ласкавий двір») у Баварії, зведений на південь від Мюнхена в 1869—1879 рр. архітектором Георгом фон Дольманом для короля Людвіга II Баварського (1864—1886). Палац і бароковий парк замислювалися як барокова заміська садиба-резиденція, пишний зразок якої втілено в Версалі (мал. 134). Ліндергоф привітний, менш пишний і позбавлений гігінтоманії Версаля. В архітектурі палацу еклектично поєднуються елементи ренесансної італійської та французької архітектури «Великого стилю», «Величної манери». У парку біля палацу облаштували Мавританський павільйон і італійський Грот, круглий храм Венери і альпійські каскади. У XIX ст. ансамбль Ліндергоф відносили до стилю рококо, нині до необароко (див. також Нойшванштайн; Херенкімзее). Насправді барокова стилістика притаманна лише фасадам палацу, а його інтер'єри — це перебільшено неорококо. Отже, Ліндергоф — яскравий зразок еклектики.

## Необароко в Російській імперії

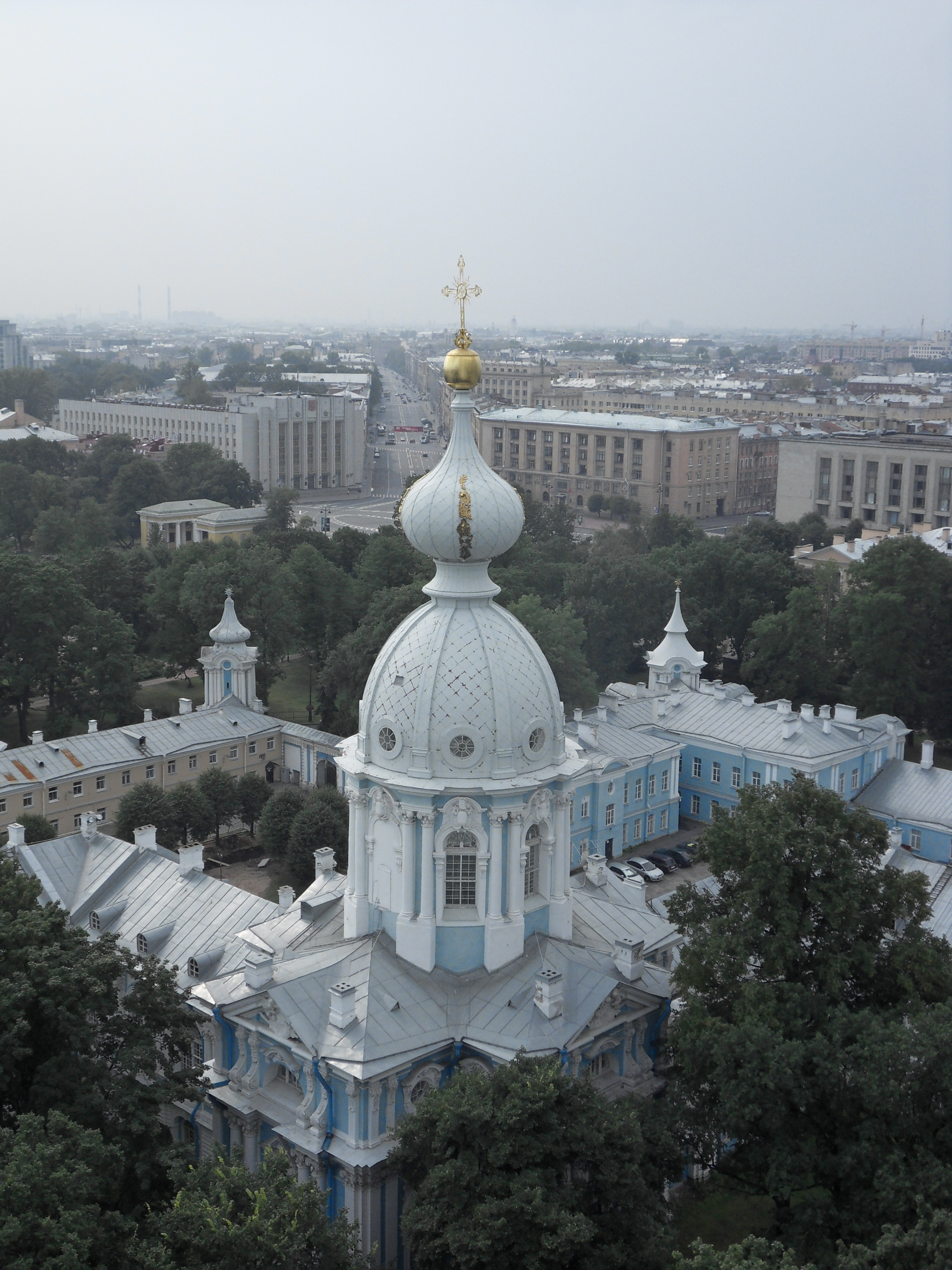
Бічна церква і келії Смольного монастиря, Санкт-Петербург.

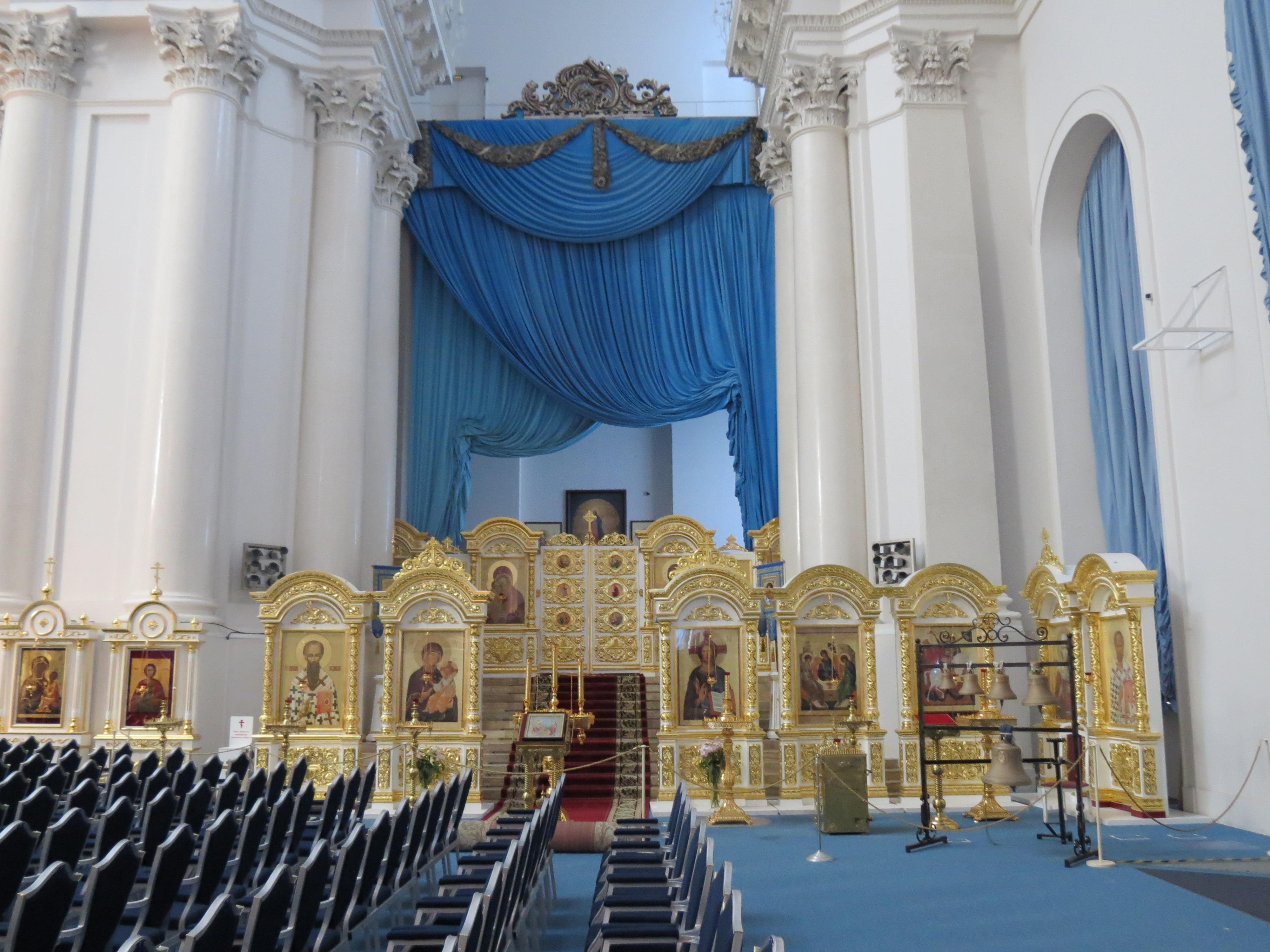
Ампірний інтер'єр Смольного собору, арх. В. Стасов

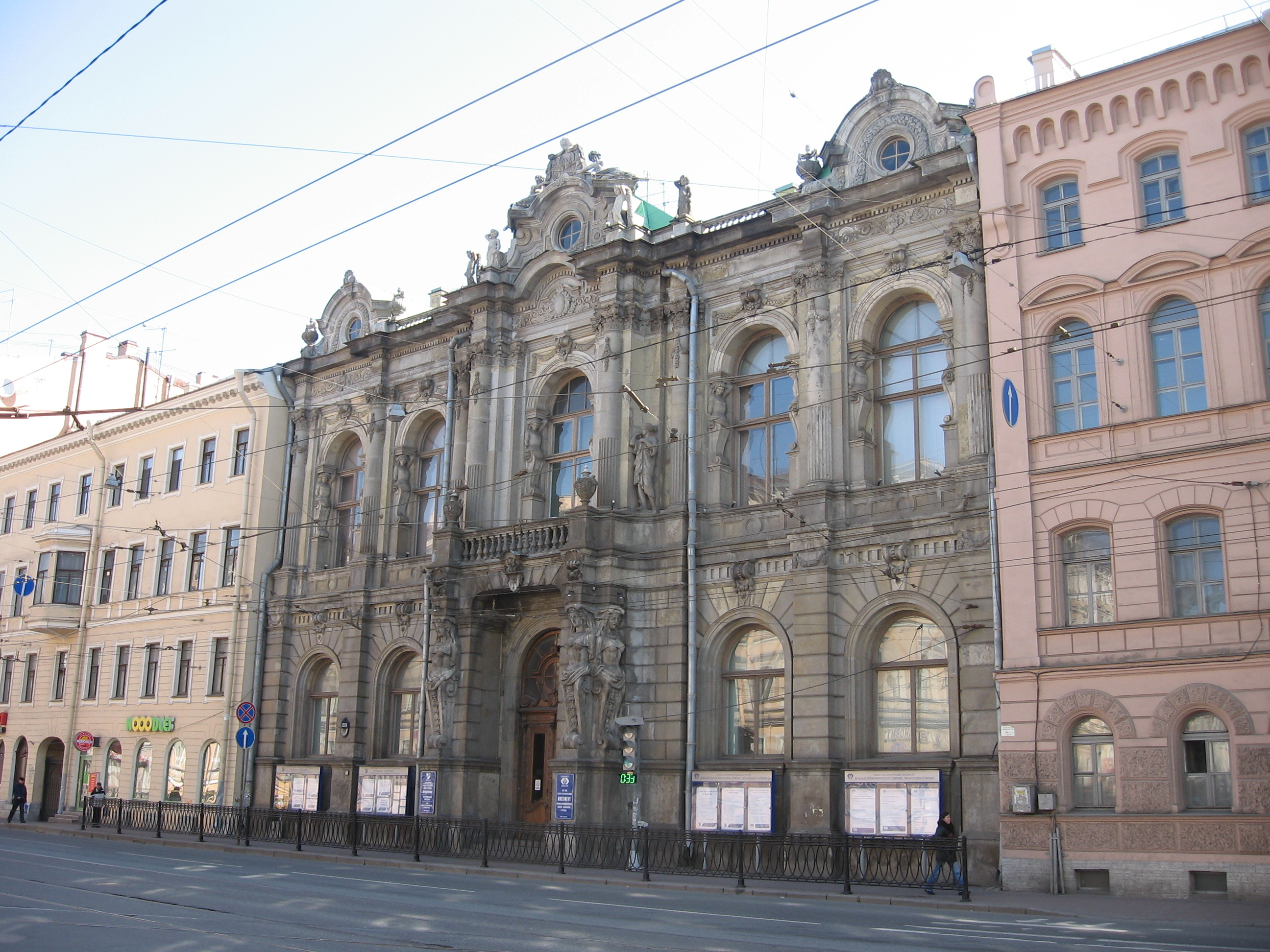
Особняк княгині З. Юсупової, Літейний пр., Санкт-Петербург.

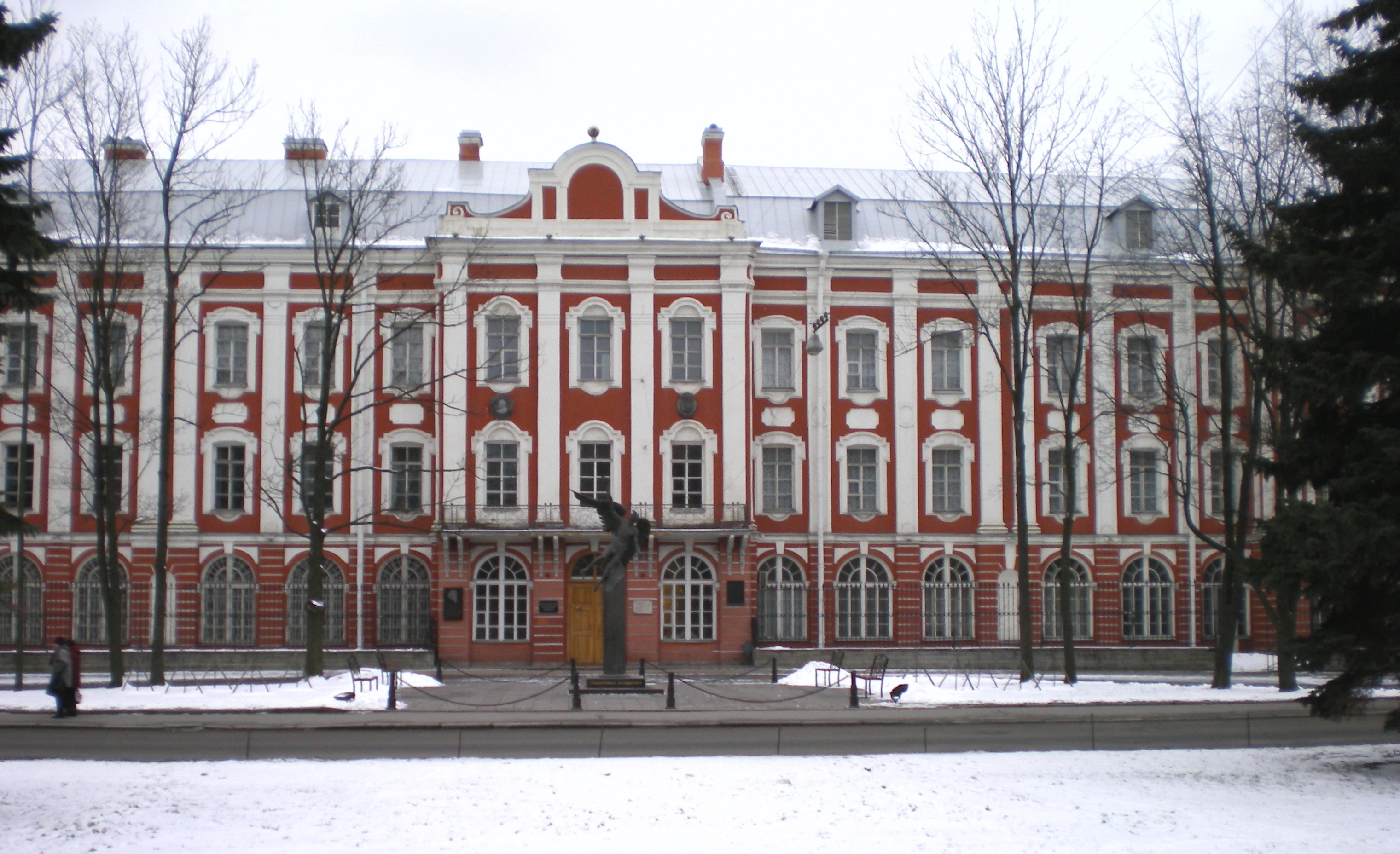
Арх. Доменіко Трезіні, будівля Дванадцяти колегій.

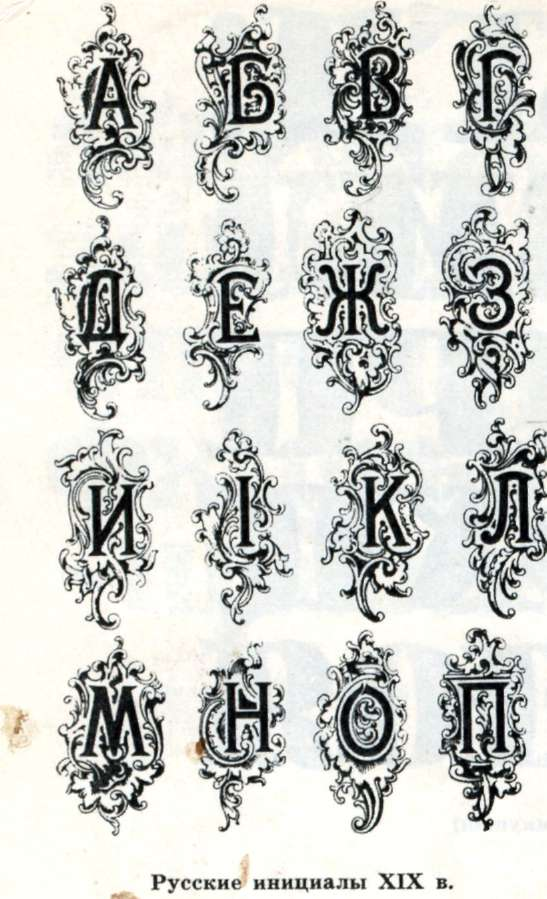
Ініціали 19 ст. в стилі необароко, невідомий з Російської імперії

Третю фазу розвитку необароко 1880—1890 рр., характерну особливо рясним і подрібненим декором, іноді іменують «третім бароко». Необарокові тенденції своєрідно відбилися в архітектурі Петербурга XIX ст. Вони були пов'язані зі зростанням цікавості до історичного минулого Московії і Російської імперії XVII—XVIII ст. на початку XIX ст. (Див. національний романтизм). Однак, оскільки історія російської культури і мистецтва не мала етапів національного Відродження і маньєризму, російське бароко XVIII ст. перебрало на себе завдання попередніх західноєвропейських стилів і мало короткий та прискорений шлях розвитку. Навіть у Петербурзі, найбільш європейському місті імперії, рух неостилів почалося з відтворення чи, як тоді говорили, «поновлення в колишньому вигляді» пам'яток періоду «петровського бароко» і будівель «в смаку графа Вартоломея Растреллі» (шукай «голіцинське бароко», «голіцинський стиль»; «єлизаветинське бароко»; наришкинський стиль; «російське бароко»).
У 1834—1837 рр. архітектор А. Ф. Щедрін перебудовував будинок Дванадцяти колегій в Петербурзі (шукай «петровське бароко») у зв'язку з розташуванням в ньому Петербурзького університету. Поруч архітектор вибудував Ректорський флігель (1837—1839), стилізувавши його фасад таким чином, що зовні він майже не відрізняється від архітектури петровського часу (перша чверть XVIII ст., архітектор Доменіко Трезіні).
У 1820-х рр. архітектор В. П. Стасов (див. російський, або петербурзький, ампір) відтворював частково втрачене декорування Великого палацу в Царському Селі, споруди Вартоломея Растреллі (1751—1756). Після пожежі Зимового палацу в Петербурзі в 1837 р. надвірний архітектор російського царя В. П. Стасов також керував відтворенням пошкоджених інтер'єрів, а парадні сходи за наказом імператора Миколи I архітектор «відтворив по-старому, в смаку графа Растреллі», багато чого в них, однак, змінивши (див. Йорданські сходи Зимового палацу в Петербурзі). У 1828—1835 рр. Стасов облаштовував незакінчений Смольний монастир, видатний твір геніального Растреллі, покинутий недобудованим не з його волі. В роботах Стасова «відтворення» поєднувалося з відвертою модернізацією, в результаті якої народився якийсь компромісний класицизмо-бароковий стиль бічних флігелів монастиря і особливо внутрішніх інтер'єрів собору. В середині XIX ст. серед критиків і теоретиків архітектури переважало негативно-зневажливе ставлення до «варварського стилю Растреллі», а стилістику бароко називали «помилковою і неузгоджненою».
- Такі погляди зберігалися аж до початку XX ст. У той же час «растрелівські інтер'єри» Зимового палацу, відтворені Стасовим, оцінювалися схвально.

- До 1840-х рр. намічався перехід від «поновлень», реконструкцій будівель до реплікації, вільної творчої інтерпретації і стилізації. У будівлях «другого бароко» в Петербурзі з'єднувалися прямі цитати з минулого з вільними авторськими фантазіями. Саме такий характер мав особняк П. Н. Демидова на Великій Морській вулиці, вибудований у 1836—1839 рр. за проектом О. Монферрана, творця Ісаакіївського собору та Олександрівської колони. У фасаді особняка Демидова і, особливо, в декоруванні його інтер'єрів вільно поєднуються мотиви архітектури італійського Відродження, класицизму та бароко. У складеному в 1845 р. О. Монферраном «Архітектурному, художньому та історичному описі Ісаакіївського собору» аналізуються різні архітектурні стилі і типи споруд, перевага ж віддається бароковим принципам побудови християнського храму.

У 1861—1863 рр. архітектор І. А. Монігетті (1819—1878), який працював у «мавританському», «російському», «візантійському» і «неоренесансному» стилях, відновив парадні сходи у Великому палаці Царського Села (оригінальний витвір Ф. Б. Растреллі не зберегли), але при цьому вільно інтерпретував «барокові» елементи растреллівского стилю (див. стилізація). Архітектор І. Д. Корсіні в 1837—1840 рр.. заново оформляв інтер'єри Фонтанного будинку для графа Д. Н. Шереметєва «у стилі Людовика XIV» (див. Французьке мистецтво, «Величний стиль»), а з боку набережної р. Фонтанки вибудував декоративну огорожу, елементи якої є вільною інтерпретацією стилю бароко. У 1867 р. Н. Л. Бенуа побудував флігель Фонтанного дому «в стилі 1730-х» (див. Аннінський період), збільшивши рокайльні елементи декору до дійсно барокового враження. Андрій Іванович Штакеншнейдер (1802—1865), визнаний майстер архітектури пізнього класицизму (див. Маріїнський палац у Петербурзі) і стилю «неоренесанс», в 1844—1850 рр. вибудував між Петергофом і Сергіївкою «Палац Власної дачі» великого князя Олександра Миколайовича. Будівля створювалася в пам'ять про той історичний палац, що стояв на цьому місці раніше (Подорожній палац XVIII ст.) Сам архітектор назвав стиль своєї споруди «à la Louis XV» (франц. «у стилі Луї XV»; див. рококо). Однак палацу притаманні барокові рис. Інший відомий твір Штакеншнейдера — палац, перебудований по замові князя К. Є. Білосільського-Білозерського на розі Невського проспекту і набережної р. Фонтанки в Петербурзі (1846—1848), — відтворює основні елементи декору фасадів Строгановського палацу (також на Невському проспекті), створеного Ф. Б. Растреллі сторіччям раніше, в 1752—1754 рр. Однак потужна пластика фасадів, властива роботам Растреллі, в творах XIX ст. зникла. Залишилося лише цитування розрізнених елементів декору. Графічна жорсткість і невиправдана подрібненість декору (за формулюванням того часу: «велика визначеність деталі») — властивості будь-якого неостилю у порівнянні з його історичним прототипом — пояснюються в XIX ст. переконанням про необхідність «виправлення смаку Растреллі». Використовуючи витончено-подрібнений декор без потужних розкреповок антаблемента, виступаючих ризалітів або пучків колон, властивих методу Растреллі, архітектор Штакеншнейдер зблизив «неорастреллівскій стиль» з декоративними засобами французького рококо ще більш, ніж це було у самого Растреллі. В результаті Штакеншнейдер створив власний варіант неорококо, а не необароко. Не випадково французький письменник Т. Готьє, який відвідав в 1858 р. Росію, справедливо зауважив в декорі палацу Білосільських-Білозерських «фантазії стилю Людовика XV», а ранні барокові будівлі Петербурга він охарактеризував як «величне поєднання Мансара і Берніні».
4. Стилістична еволюція російської архітектури в даному випадку повторює не розвиток стилю італійської архітектури XVI—XVII ст. (від відродження до бароко), а ближче до еволюції архітектурних стилів Франції та Німеччини XVI—XVIII ст. (від бароко до рококо; див. німецьке бароко).
Пізніше, наприклад, у Миколаївському палаці на Благовіщенській площі, Штакеншнейдер еволюціонував у зворотному напрямку: від необароко до стилістики «неоренесанс». Ця тенденція характерна в цілому для петербурзької архітектури 1850—1860 рр. Так, Г. Е. Боссе, створюючи особняк князя М. В. Кочубея на Кінногвардійському бульварі (1853—1855), декорував фасад будівлі в стилі «неоренесанс», а парадні сходи — у стилі необароко. У Петербурзі зведено декілька будівель, приватних особняків і прибуткових будинків в стилі «другого бароко».
Апофеозом необароко, наснаженого «стилем Растреллі», назвав А. Л. Пунін палац у Знам'янці (на схід від Петергофа), перебудований в цьому стилі Боссе в 1856—1860 рр. Однак більшість подібних творів залишалася в межах фрагментарних стилізацій — відтворення елементів растрелівского рокайльного декору на площині стіни.
Головна особливість стилю бароко — активна взаємодія архітектурного об'єкту з навколишнім середовищем, гра з різновеликими об'ємами, динаміка побудови і різнофасадність — в російському необароко майже не отримало розвитку.
Стилізаторські тенденції «третього бароко» 1880—1890 рр. особливо еклектичні. У них об'єднані риси багатьох історичних прототипів:
- італійського Відродження і маньєризму,
- німецького бароко,
- французького стилю Регентства,
- «Великого стилю» доби Людовіка XIV,
- стилю Людовіка XV (французький варіант рококо)
- стилю Людовика XVI (перехідного від рококо до неокласицизму кінця 18 ст.).

В Петербурзі прикладами таких необароково-еклектичних будинків є особняк З. І. Юсуповой, побудований в 1852—1858 рр. архітектором Л. Л. Бонштедтом (мал. 141), і будівля Першого товариства взаємного кредиту на Єкатерининському каналі (архітектор П. Ю. Сюзор; 1888—1890). Наприкінці XIX ст. архітектурні стилізації у формах бароко, в тому числі в проектуванні храмів, створював Леонтій Миколайович Бенуа. Звернення до архітектури «петровського бароко» першої чверті XVIII ст. на зламі XIX—XX ст. стало однією з тенденцій «петербурзького відродження». Характерний зразок цього періоду — грандіозний архітектурний ансамбль з парком «Лікарня Петра Великого» (нині Медична академія імені І. Мечникова).

Череменецький палац або палац О. Половцова, Луга, село Рапті, Ленінградська область. Поруйнований, архівне фото.
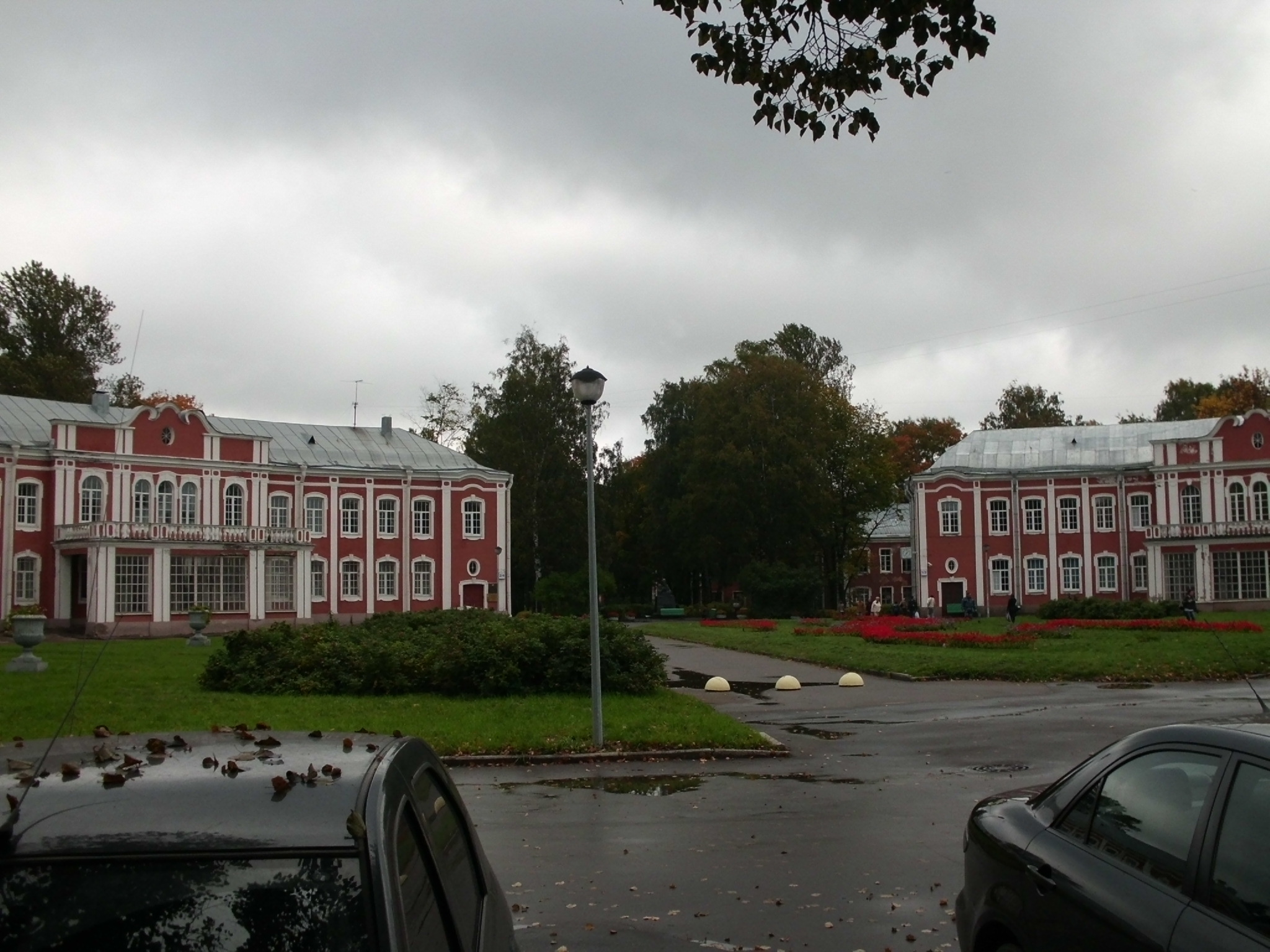
Лікарня Петра Великого (нині Академія імені І. Мечникова)

## Необароко в Європі
Громіздкі і помпезні споруди в стилі «другого бароко» є в багатьох містах Західної Європи: Національний музей у Празі (1885—1890; архітектор Й. Шульц; цю будівлю зазвичай відносять до стилю «неоренесансу»), Музей історії мистецтва (1872—1881) і Бургтеатр у Відні (1874—1888; архітектори Г. Земпер і К. Хазенауер), Баварський національний музей у Мюнхені (1894—1899; архітектор Г. Зейдль) та ін.

## Необароко в Україні

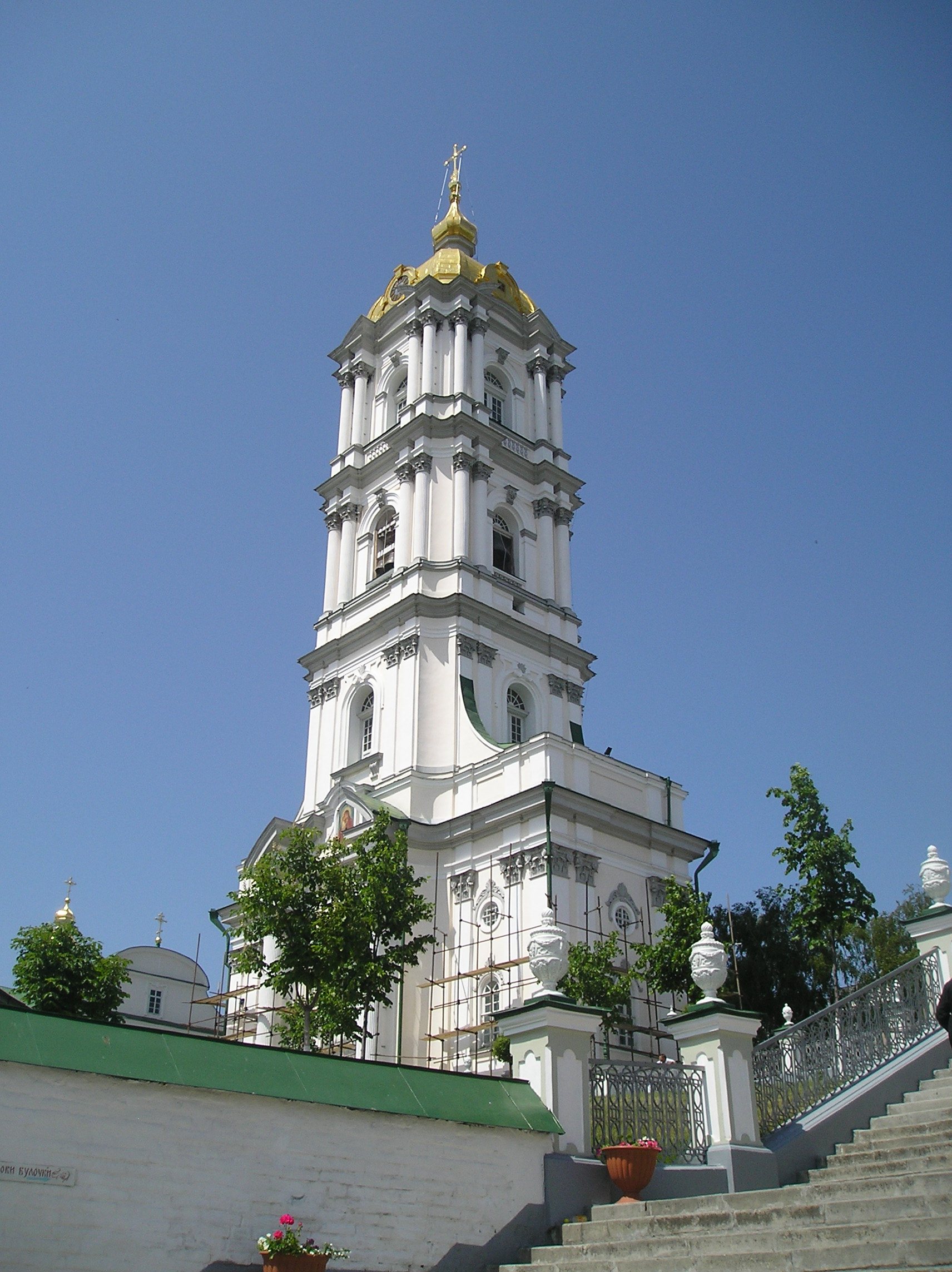
Необарокова дзвіниця, Почаївська лавра.

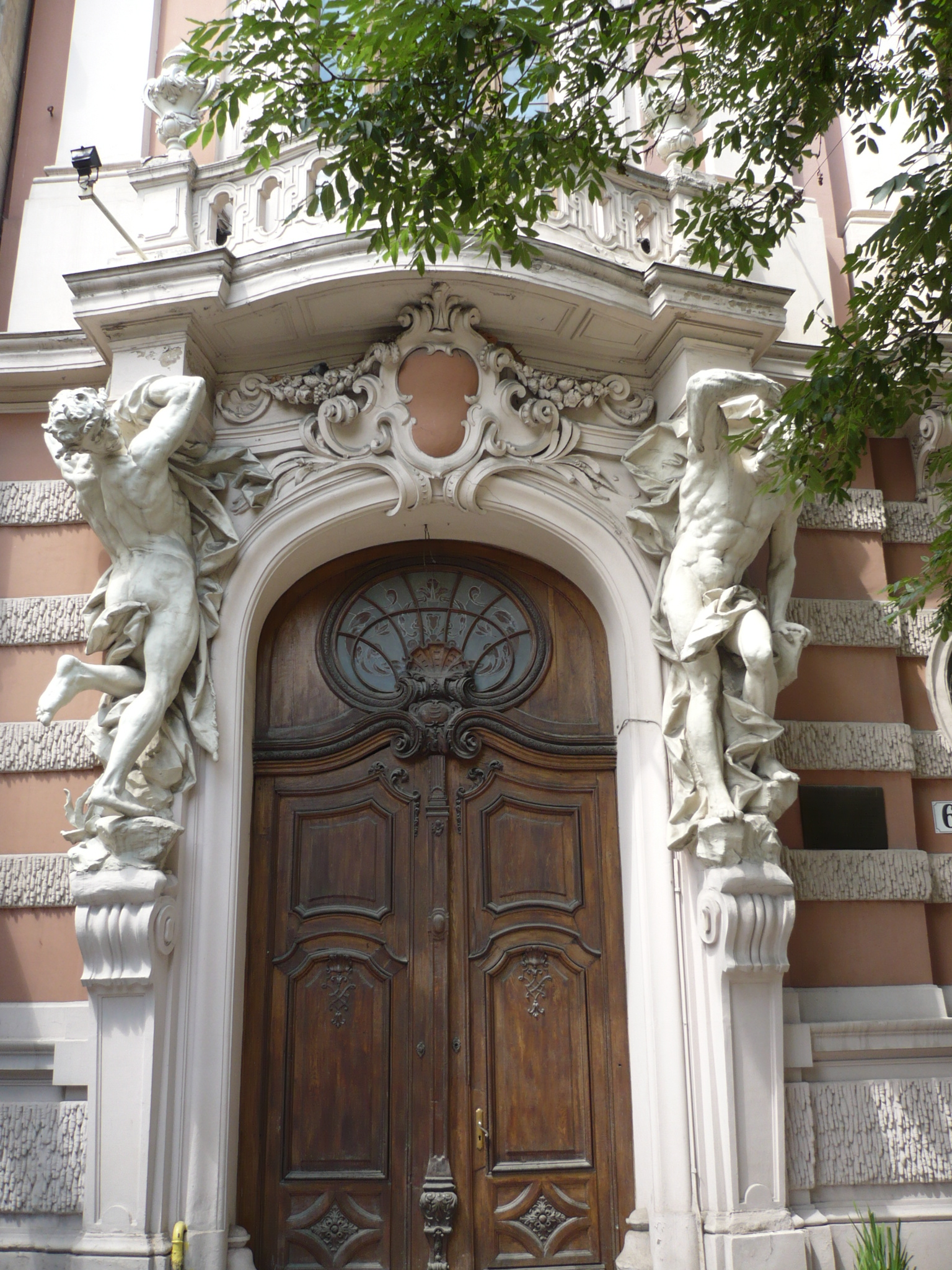
Будинок вчених, м. Львів.

Причетною до стилю необароко була і Україна, тоді бездержавна провінція в складі Російської імперії. Україна, роздерта між декількома сусідніми державами, мала цілу низку барокових пам'яток в архітектурі, скульптурі, сакральному мистецтві, ініційованими як різними бароковими центрами (Річ Посполита, Віленське бароко, Російська імперія), так і власними місцевими школами, особливо на Сході. Постійні війни Російської імперії сприяли відсуванню кордонів держави на захід і новому перерозподілу територій між Польщею та Росією. До складу російських провінцій відійшли землі і міста Вінниця, Почаїв, Кременець з низкою першокласних барокових пам'яток європейського ґатунку. Так, православна церква Росії ініціювала в 19 ст. перебудови і декорування собору Почаївського монастиря в необароковому стилі, конфіскованому царатом 1831 р. у уніатів і переданого Московському патріархату. Бароковий комплекс (проект арх. Готфріда Гофмана) доповнили новітніми стінописами, новим іконостасом та новою дзвіницею (1861–1869 рр.) в стилі необароко.
Необароко прийшло і в цивільну архітектуру міста Київ, де вибудовано декілька споруд, декорованих фасадами в стилі необароко.
Необароковий декор отримав і Маріїнський палац в Києві, котрий постраждав від пожежі ще 1819 р. (в межах прагнення відновити палац архітектора Вартоломея Растреллі і пристосувати споруду до візитів царської родини). У 1868–1870 роках архітектори К. Маєвський та А. Шиле лише фантазійно відновили палацові мури в формах і декорі, наближених до бароко В. Растреллі.
Цілком необароковим був і палац в садибі Стара Прилука, вибудований як копія Маріїнського палацу в Києві (нині Вінницька область, Липовецький район). Ініціатором і володарем нового садибного палацу був нідприємець С. Ф. Мерінг, син скандально відомого в Києві лікаря і підприємця Ф. Ф. Мерінга, що мав звинувачення в шахрайстві. С. Ф. Мерінг придбав у колишніх володарів село Стара Прилука, відоме ще з XVI століття. Не маючи оригінальних креслень Вартоломея Растреллі чи їх копій, С. Ф. Мерінг профінансував будівництво власного палацу на початку XX ст. провінційними будівниками і отримав палац-копію.
Палац скопіював лише зовнішні форми Маріїнського палацу — без копіювання його плану та бічних корпусів, без відтворення необарокових інтер'єрів оригінальної споруди в Києві. Інтер'єри садибного палацу в Старій Прилуці виконані не в барокових, а в історичних стилях — «мавританському» та ін. За часів СРСР палац віддали під дитячий інтернат, що уберегло незвичну споруду від повного знищення як майно експлуататора. На території колишньої садиби С. Ф. Мерінга випадково збережені церква в стилі еклектики і захаращений пейзажний парк.

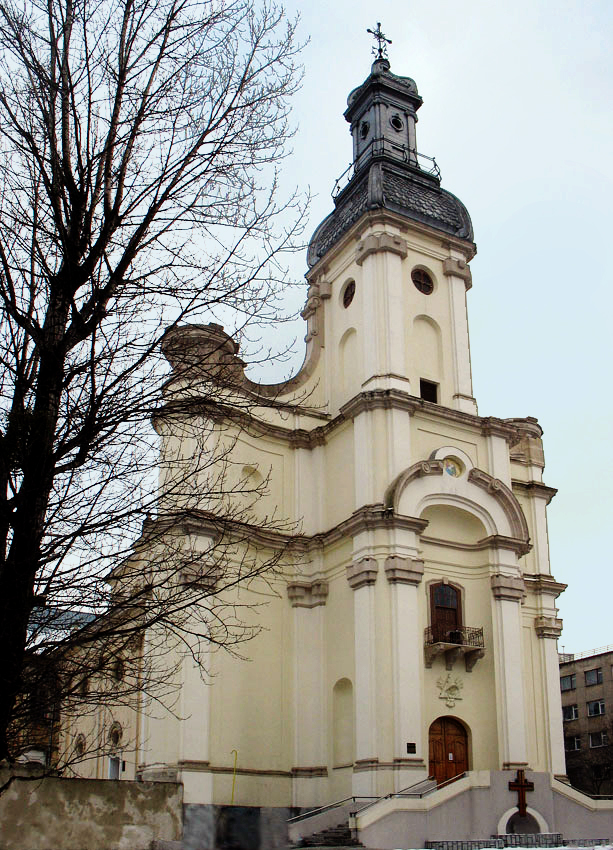
«Костел Сакраменток». Львів, 1884—1894 рр..
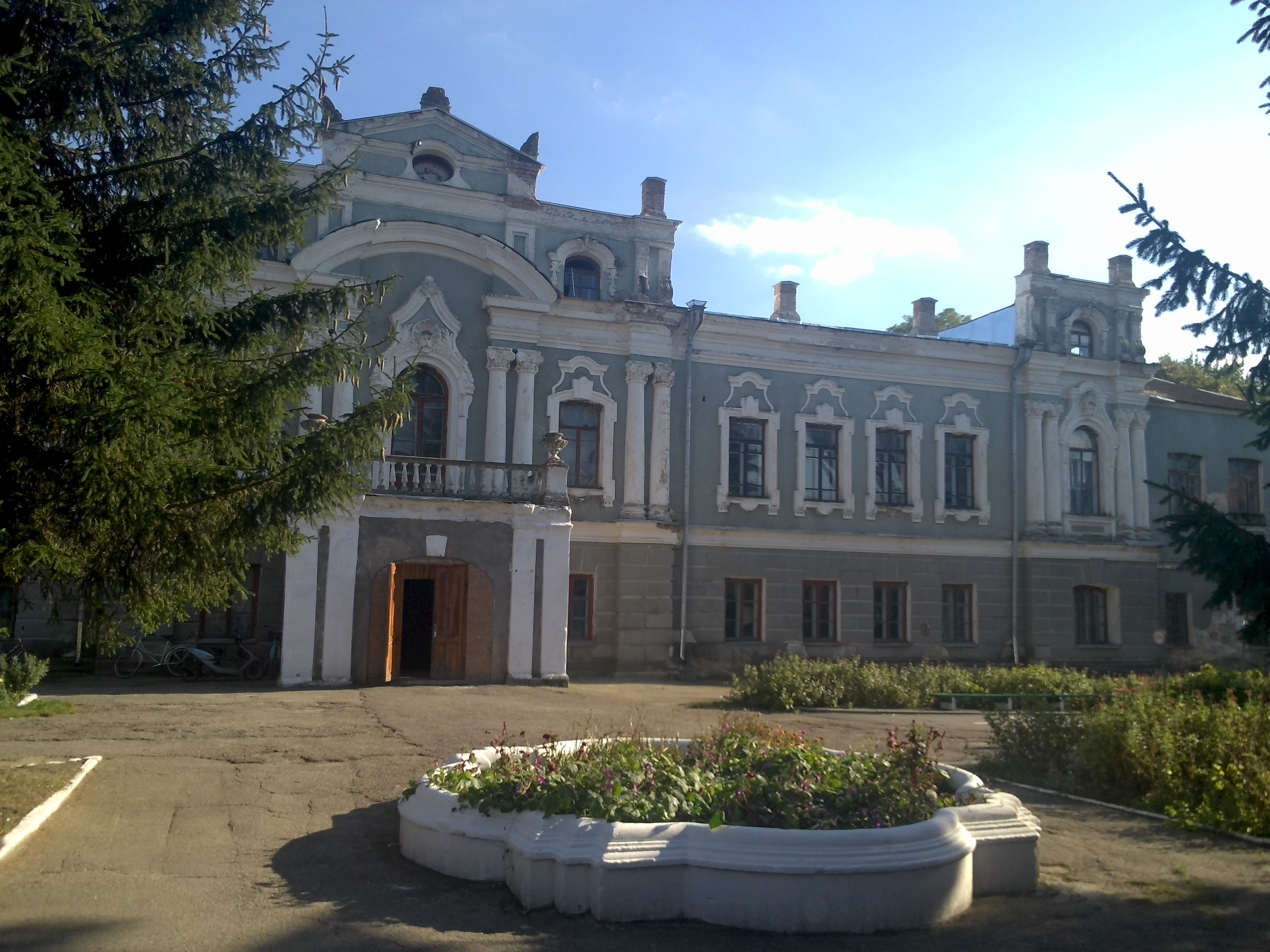
Стара Прилука. Колишній палац С.Ф. Мерінга, нині дитячий інтернат.
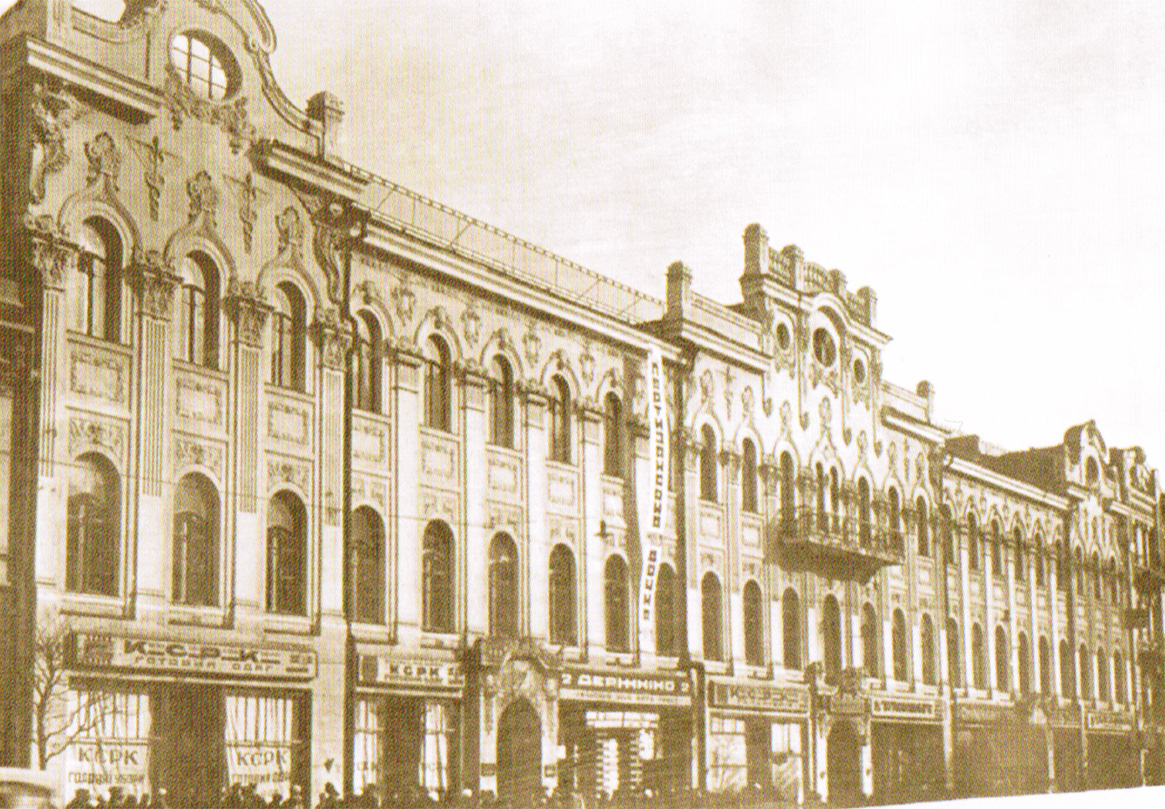
Будинок у стилі необароко на вул. Хрещатик, 27 у Києві. Зруйнований під час Другої світової війни.
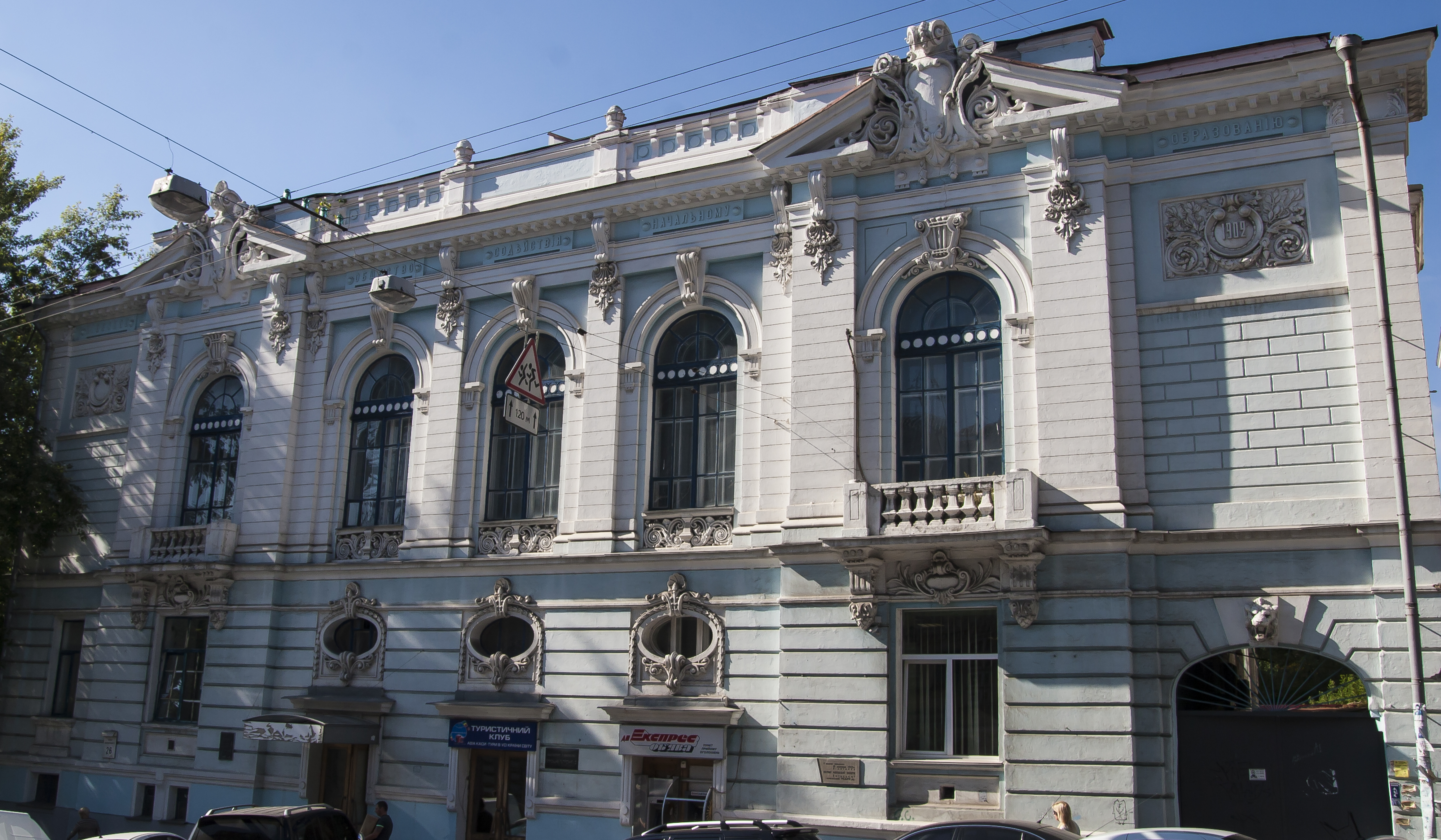
Будинок Народної аудиторії у Києві